# Kazys Grinius
Kazys Grinius (17 dicembre 1866 – Chicago, 4 giugno 1950) è stato un politico lituano.
È stato il terzo Presidente della Lituania, in carica dal giugno al dicembre 1926.
Quando il Paese ottenne l'indipendenza (1918), divenne membro dell'Assemblea nazionale. Ricoprì il ruolo di Primo ministro dal 1920 al 1922. Venne poi eletto Presidente del terzo Seimas, ma rimase in carica per soli sei mesi, dacché fu deposto dal colpo di Stato guidato da Antanas Smetona.
Quando la Germania nazista invase la Lituania, nel 1941, si rifiutò di collaborare con i tedeschi e fuggì definitivamente negli Stati Uniti in seguito alla rioccupazione da parte dell'Unione Sovietica nel 1944.